# Francesco Colella
Francesco Colella (Catanzaro, 1º giugno 1974) è un attore italiano.

## Biografia
Nato a Catanzaro, si trasferisce a Roma per intraprendere la carriera di attore e nel 1995 si diploma all'Accademia nazionale d'arte drammatica "Silvio D'Amico". Tra il 1997 e il 1998 frequenta un corso di perfezionamento al Teatro di Roma.
È uno degli attori principali di Luca Ronconi, con il quale ha lavorato in 17 spettacoli.
Nel 2008 partecipa alla scrittura del soggetto di Il pugile e la ballerina, insieme a Natalie Cristiani, Giuseppe Napoli, Marco Saura e Francesco Suriano.
Nel 2009 scrive insieme a Francesco Lagi e interpreta il dramma L'asino d'oro, ispirato all'omonimo romanzo di Apuleio.
Nel 2010 vince il premio Ubu come miglior attore non protagonista per Dettagli e Il mercante di Venezia.
Dal 2015 è impegnato in un percorso monografico del Teatrodilina portando in scena 6 spettacoli diversi: Zigulì, Le vacanze dei signori Lagonìa, Banane, Gli uccelli migratori, Questa sera si recita a soggetto e Quasi Natale.
Ha partecipato a molte fiction televisive, tra le quali Sotto copertura, in cui interpreta nella seconda stagione Domenico Ventriglia, e Il capitano Maria, dove interpreta il dottor Tancredi Patriarca.
Nel luglio 2017 iniziano le riprese di Due piccoli italiani, nel quale Colella è protagonista insieme al regista e attore Paolo Sassanelli. Nell'aprile 2018 il film viene selezionato, fuori concorso, al Bari International Film Festival per essere presentato in anteprima il 22 aprile al Teatro Petruzzelli.
Nel marzo 2018 va in onda su Sky Atlantic Trust - Il rapimento Getty nel quale interpreta Leonardo.
Nel dicembre 2020 gli viene conferito il "premio Vincenzo Crocitti International" nella categoria attore in carriera.

## Filmografia

### Cinema
- La collezione invisibile, regia di Gianfranco Isernia (2002)
- Missione di pace, regia di Francesco Lagi (2010)
- Il peggior Natale della mia vita, regia di Alessandro Genovesi (2012)
- Il sud è niente, regia di Fabio Mollo (2013)
- Il mondo fino in fondo, regia di Alessandro Lunardelli (2013)
- La terra dei santi, regia di Fernando Muraca (2015)
- Assolo, regia di Laura Morante (2015)
- Piuma, regia Roan Johnson (2015)
- Il padre d'Italia, regia di Fabio Mollo (2016)
- Nico, 1988, regia di Susanna Nicchiarelli (2016)
- Made in Italy, regia di Luciano Ligabue (2018)
- Due piccoli italiani, regia di Paolo Sassanelli (2018)
- Aspromonte - La terra degli ultimi, regia di Mimmo Calopresti (2019)
- Padrenostro, regia di Claudio Noce (2020)
- 3/19, regia di Silvio Soldini (2021)
- Mancino naturale, regia di Salvatore Allocca (2021)
- Primadonna, regia di Marta Savina (2022)
- Pantafa, regia di Emauele Scaringi (2022)
- Volare, regia di Margherita Buy (2023)
- Suspicious minds, regia di Emiliano Corapi (2023)

### Televisione
- Il clan dei camorristi, regia di Alessandro Angelini, Alexis Sweet – miniserie TV, episodi 5-7 (2013)
- Don Matteo 9 – serie TV, episodio 15 (2014)
- Le mani dentro la città – serie TV, episodio 1 (2014)
- Fuoriclasse 2 – serie TV (2014)
- Un mondo nuovo, regia di Alberto Negrin – film TV (2014)
- I delitti del BarLume - La tombola dei troiai – serie TV (2015)
- Maltese - Il romanzo del Commissario, regia di Gianluca Maria Tavarelli – miniserie TV, episodio 1 (2017)
- Sotto copertura - La cattura di Zagaria – serie TV (2018)
- Il capitano Maria – serie TV (2018)
- Trust – serie TV, episodio 1x04 (2018)
- Liberi di scegliere, regia di Giacomo Campiotti – film TV (2019)
- ZeroZeroZero, regia di Stefano Sollima, Janus Metz Pedersen, Pablo Trapero – miniserie TV (2020)
- Vite in fuga – serie TV, 8 episodi (2020)
- Christian – serie TV, 12 episodi (2022-2023)
- Vostro onore, regia di Alessandro Casale – miniserie TV (2022)
- L'Ora - Inchiostro contro piombo, regia di Piero Messina, Ciro D'Emilio, Stefano Lorenzi – miniserie TV (2022)
- Petra – serie TV, episodio 2x04 (2022)
- The Good Mothers – serie TV, 6 episodi (2023)
- Miss Fallaci – serie TV, 8 episodi (2025)
- Il Gattopardo – miniserie TV, 5 episodi (2025)

### Cortometraggi
- Selfiesh, regia di Ekaterina Volkova (2016)
- Hands, regia di Sebastiano Luca Insigna (2013)
- Bismillah, regia di Alessandro Grande (2018)
- Corpo e aria, regia di Cristian Patanè (2021)

## Teatro
- Romeo e Giulietta di William Shakespeare, regia di Lorenzo Salveti, prodotto da Accademia nazionale d'arte drammatica (1993)
- Verso Damasco di August Strindberg, regia di Lorenzo Salveti, prodotto da Accademia nazionale d'arte drammatica (1994)
- La leggenda di Santa Uliva di anonimo del '500, regia di Lorenzo Salveti, prodotto da Accademia nazionale d'arte drammatica (1995)
- Sogno di una notte di mezza estate di William Shakespeare, regia di Carlo Alighiero, prodotto da Accademia nazionale d'arte drammatica (1995)
- Sogno di un mattino di primavera di Gabriele D'Annunzio, regia di Massimo Manna, prodotto da Accademia nazionale d'arte drammatica (1996)
- Pensaci, Giacomino di Luigi Pirandello, regia di Marco Maltauro (1997)
- La vera storia dei Beatles di Marco Maltauro, regia di Marco Maltauro (1998)
- Questa sera si recita a soggetto di Luigi Pirandello, regia di Luca Ronconi, prodotto da Teatro di Roma, Expo 1998, Wiener Festwochen (1998)
- Estate e fumo di Tennessee Williams, regia di Armando Pugliese (1998)
- Alcesti di Samuele di Alberto Savinio, regia di Luca Ronconi, prodotto da Teatro di Roma (1999)
- Il sogno di August Strindberg, regia di Luca Ronconi, prodotto da Piccolo Teatro di Milano, Teatro Biondo Stabile di Palermo (2000)
- I sognatori di Majakovsij, Esenin, Pasternak, M.Cvetaeva, regia di Daniele Salvo (2000)
- Evgenij Onegin di Aleksandr Puskin, regia di Daniele Salvo, prodotto con Fahrenheit 451 per il Progetto Giovani (2000-2001)
- Lolita di Vladimir Nabokov, regia di Luca Ronconi, prodotto da Piccolo Teatro di Milano (2001)
- Calendaio di Giordano Bruno, regia di Luca Ronconi, prodotto da Piccolo Teatro di Milano, Teatro Biondo Stabile di Palermo (2001)
- Phoenix di Marina Cvetaeva, regia di Luca Ronconi, prodotto da Piccolo Teatro di Milano (2001)
- Infinities di John Barrow, regia di Luca Ronconi, prodotto da Piccolo Teatro di Milano, Fundacion de las Artes Escenicas de la Comunidsd Valenciana (2002)
- Le Beccanti di Euripide, regia di Luca Ronconi, prodotto da Piccolo Teatro di Milano, INDA - Istituto Nazionale del Dramma Antico (2002)
- Le Rane di Aristofane, regia di Luca Ronconi, prodotto da Piccolo Teatro di Milano, INDA - Istituto Nazionale del Dramma Antico (2002)
- Riccardo III di William Shakespeare, regia di Árpád Schilling, prodotto da Piccolo Teatro di Milano (2002-2003)
- La Peste di Albert Camus, regia di Claudio Longhi prodotto da Teatro Stabile di Torino, Teatro de Gli Incamminati (2003-2004)
- Disfando Machbeth di William Shakespeare, regia di Marco Cacciola, prodotto da Teatro Nuovo di Napoli (2004)
- Il professor Bernhardi di Arthur Schnitzler, regia di Luca Ronconi, prodotto da Piccolo Teatro di Milano (2005)
- La tardi ravveduta di Giuseppe Giacosa, regia di Carmelo Rifici, prodotta da Teatro Litta di Milano (2005)
- Galileo Galilei: un processo di Giacomo Andrico, regi di Giacomo Andrico (2006-2008)
- Madre Coraggio di Bertolt Brecht, regia di Robert Carsen, prodotto da Piccolo Teatro di Milano (2006)
- Odissea doppio ritorno (Itaca - L'antro delle Ninfe) di Botho Strauß e da Omero e Porfirio, regia di Luca Ronconi, prodotto da Centro Teatrale Santacristina, Teatro Comunale di Ferrara e in collaborazione con Piccolo Teatro di Milano (2007)
- L'innesto di Luigi Pirandello, regia di Monica Conti (2007)[5]
- La signorina Julie di August Strindberg, regia di Carmelo Rifici, prodotta da Teatro Litta di Milano (2007)[6]
- I pretendenti di Jean-Luc Lagarce, regia di Carmelo Rifici, prodotto da Piccolo Teatro di Milano (2008-2009)[7]
- Il mercante di Venezia di William Shakespeare, regia di Luca Ronconi (2009)
- Il gatto con gli stivali - Una recita continuamente interrotta di Ludwig Tieck, regia di Carmelo Rifici (2009)
- La cimice di Vladimir Majakovskij, regia di Serena Sinigaglia, Paolo Rossi, prodotto da Piccolo Teatro di Milano (2009)[8]
- L'asino d'oro di Francesco Colella liberamente ispirato ad Apuleio, regia di Francesco Lagi (2009)
- Dettagli di Lars Norén, regia di Carmelo Rifici, prodotto da Piccolo Teatro di Milano (2010)[9]
- Apocalisse - Una domenica a Patmosda da Apocalisse di Giovanni, regia di Francesco Lagi (2011)
- I promessi sposi alla prova di Giovanni Testori, drammaturgia di Sandro Lombardi, Federico Tiezzi, regia di Federico Tiezzi, prodotto da Teatro Metastasio - Stabile della Toscana, Teatro Stabile di Torino e Compagnia Sandro Lombardi (2011)[10]
- Anime morte di Francesco Lagi, regia di Francesco Lagi, prodotto da Teatrodilina per il Progetto Goldstein (2011-in corso)
- Amleto della buonanotte di Francesco Colella, Francesco Lagi, regia di Francesco Lagi, prodotto da Teatrodilina (2013-in corso)
- L'amore il vento e la fine del mondo, regia di Francesco Lagi, prodotto da Teatrodilina (2013-in corso)
- Gli uccelli migratori di Francesco Lagi, regia di Francesco Lagi, prodotto da Teatrodilina per il Progetto Goldstein (2015-in corso)
- Questa sera si recita a soggetto di Luigi Pirandello, regia di Federico Tiezzi, prodotto da Piccolo Teatro di Milano (2015-in corso)
- Zigulì di Massimiliano Verga, regia di Francesco Lagi, prodotto da Teatrodilina (2015-in corso)
- Le vacanze dei signori Lagonìa di Francesco Colella, Francesco Lagi, regia di Francesco Lagi, prodotto da Teatrodilina per Progetto Goldstein (2015-in corso)
- Banane di Francesco Lagi, regia di Francesco Lagi, prodotto da Teatrodilina per Progetto Goldstein (2015-in corso)
- Quasi natale di Francesco Lagi, regia di Francesco Lagi, prodotto da Teatrodilina per Progetto Goldstein (2015-in corso)
- Re Lear di William Shakespeare, regia di Gigi Proietti (2016)

## Riconoscimenti
- 2010: Premio UBU come Miglior attore non protagonista per Dettagli e Il mercante di Venezia[3]
- 2013: Festival Troia Teatro Spettacolo Vincitore[11]
- 2013: Premio Dante Cappelletti Menzione Speciale per Anime Morte[12]
- 2016: Roma Web Fest 2016 Premio Miglior attore per Connessioni